# Baloldal, Ökológia és Szabadság
A Baloldal, Ökológia és Szabadság (olaszul: Sinistra Ecologia Libertà, rövidítése: SEL) egy olaszországi baloldali párt, ami 2009. december 20-án alakult meg 4 párt egyesüléséből.

## Története
A párt neve 2009. március 16-án jelent meg először az az évi európai parlamenti választásokra összeállított Sinistra e Libertà (Baloldal és Szabadság) nevű választási listán, közös listán szerepelt a Zöldek Szövetségével és a 2007-ben alapított Olasz Szocialista Párttal.
A párt elnöke Nichi Vendola, aki 2005-2015 között Puglia tartomány elnöke volt. Elnöksége alatt ez a tartomány lett az ország megújuló energiaforrásainak első számú felhasználója.
A párt eleinte az Európai Szocialista Pártba szerettek volna csatlakozni, de a párt Riccioneben tartott 2014-es kongresszusán úgy döntöttek, hogy a 2014-es európai parlamenti választáson Aléxisz Cípraszt támogatják az Európai Baloldali Párt elnökeként.

## Ideológia
A párt a demokratikus szocializmus és az ökoszocializmus eszméjét követi. Hitet tesz az Európai Egyesült Államok eszméjében, emellett keményen kritizálja a német gazdasági politikát, emiatt gyakran euroszkeptikusnak tartják a pártot.
A párt gazdaságpolitikai kérdésekben a keynesianista irányvonalat követi, fontosnak tartják, hogy az Európai Központi Bank alkalmazza ezt a gazdaságpolitikát, így a foglalkoztatást tudnák növelni, egy európai New Deal programra lenne szerintük szükség.
A párt 2012-ben javaslatot tett, az alapjövedelmet bevezetésére, ami havi 600 euró lenne a munkanélkülieknek.
Támogatják az azonos neműek házasságát emellett az azonos nemű pároknak gyermek örökbefogadását is.. A párt elnöke Nichi Vendola, 1978 óta nyíltan vállalja homoszexualitását emellett Olaszország legrégebbi melegjogi szervezetének, az Arcigaynek egyik alapítója.

## Választási eredmények
|             | Szavazatok száma                         | %         | Mandátumok száma |    |
| Európa 2009 | 958 458                                  | 3,13      | 0                |    |
| 2013        | Alsóház                                  | 1 089 409 | 3,20             | 37 |
| Szenátus    | 912 308                                  | 2,97      | 7                |    |
| Európa 2014 | Másik Európát Cíprasszal lista tagjaként | 1         |                  |    |